# David Meiklejohn
David Ditchburn Meiklejohn, couramment appelé Davie Meiklejohn, est un footballeur international puis entraîneur écossais, né le 12 décembre 1900, à Govan, Glasgow et décédé le 22 août 1959  à Airdrie.
Il évolue au poste de défenseur et il est principalement connu pour avoir joué 17 saisons, soit toute sa carrière, aux Rangers FC, club dont il a été capitaine. Il remporte avec ce club le championnat d'Écosse à 13 reprises, la Coupe d'Écosse à 5 reprises. Il fait partie du Rangers FC Hall of Fame. Il compte par ailleurs 15 sélections pour 3 buts inscrits en équipe d'Écosse.
Devenu entraîneur, il dirige pendant 12 ans le club de Partick Thistle. Il fait partie du Scottish Football Hall of Fame, depuis 2009, lors de la sixième session d'intronisation.

## Biographie

### Carrière en club
Natif de Glasgow, il est formé au Maryhill F.C. (en) avant de s'engager en 1919 avec les Rangers FC, où il reste 17 saisons, soit toute sa carrière. Il totalise 685 matches avec les Rangers (dont 490 en championnat) pour 55 buts inscrits (dont 42 en championnat).
Il est le capitaine des Rangers le 5 septembre 1931, quand, lors du Old Firm, le gardien du Celtic, John Thomson, décède accidentellement sur la pelouse d'Ibrox Park, après un choc avec l'attaquant des Rangers, Sam English. Meiklejohn est l'un des rares protagonistes à réaliser très rapidement de la gravité de la situation et, s'adressant gestuellement au public, fait en sorte de maintenir le calme autour du terrain pendant que les soigneurs s'occupent de John Thomson.
Meiklejohn arrête sa carrière en 1936 et prend alors un poste de journaliste au Daily Record, avant de revenir dans le milieu du football, en prenant le poste d'entraîneur au Partick Thistle en 1947. Il garde ce poste jusqu'à son décès, qui survient à la suite d'une attaque, alors qu'il se trouve à Broomfield Park, le stade des Airdrieonians.

### Carrière internationale
Davie Meiklejohn reçoit 15 sélections en faveur de l'équipe d'Écosse. Il joue son premier match le 4 février 1922, pour une défaite 1-2, au Racecourse Ground de Wrexham, contre le Pays-de-Galles en British Home Championship. Il reçoit sa dernière sélection le 29 novembre 1933, pour un match nul 2-2, à l'Hampden Park de Glasgow, contre l'Autriche en match amical. Il inscrit 3 buts lors de ses 15 sélections et il porte à six occasions le brassard de capitaine.
Il participe avec l'Écosse aux British Home Championships de 1922, 1924, 1925, 1928, 1929, 1930, 1931 et 1932.

#### Buts internationaux
| no | Date             | Lieu                          | Adversaire     | Score final | Compétition               |
| -- | ---------------- | ----------------------------- | -------------- | ----------- | ------------------------- |
| 1  | 14 février 1925  | Tynecastle Stadium, Édimbourg | Pays de Galles | 3-1         | British Home Championship |
| 2  | 28 février 1925  | Windsor Park, Belfast         | Irlande        | 3-0         | British Home Championship |
| 3  | 29 novembre 1933 | Hampden Park, Glasgow         | Autriche       | 2-2         | Match amical              |

## Palmarès

### Comme joueur
- Rangers FC :
  - Champion d'Écosse en 1919-20, 1920-21, 1922-23, 1923-24, 1924-25, 1926-27, 1927-28, 1928-29, 1929-30, 1930-31, 1932-33, 1933-34 et 1934-35
  - Vainqueur de la Coupe d'Écosse en 1928, 1930, 1932, 1934 et 1936
  - Vainqueur de la Glasgow Cup en 1922, 1924, 1925, 1930, 1932, 1933, 1934 et 1936
  - Vainqueur de la Glasgow Merchants Charity Cup en 1922, 1923, 1925, 1928, 1929, 1930, 1931, 1932, 1934

### Comme entraîneur
- Partick Thistle :
  - Finaliste de la Coupe de la Ligue écossaise en 1954, 1956 et 1958
  - Vainqueur de la Glasgow Cup en 1951, 1953 et 1955
  - Vainqueur de la Glasgow Merchants Charity Cup en 1949